# 王平地区
王平地区是中华人民共和国北京市门头沟区下辖的一个地区办事处，同时保留王平镇名称，其行政事务机构实行“一套人马，两块牌子”的体制，地区办事处与镇政府合署办公。

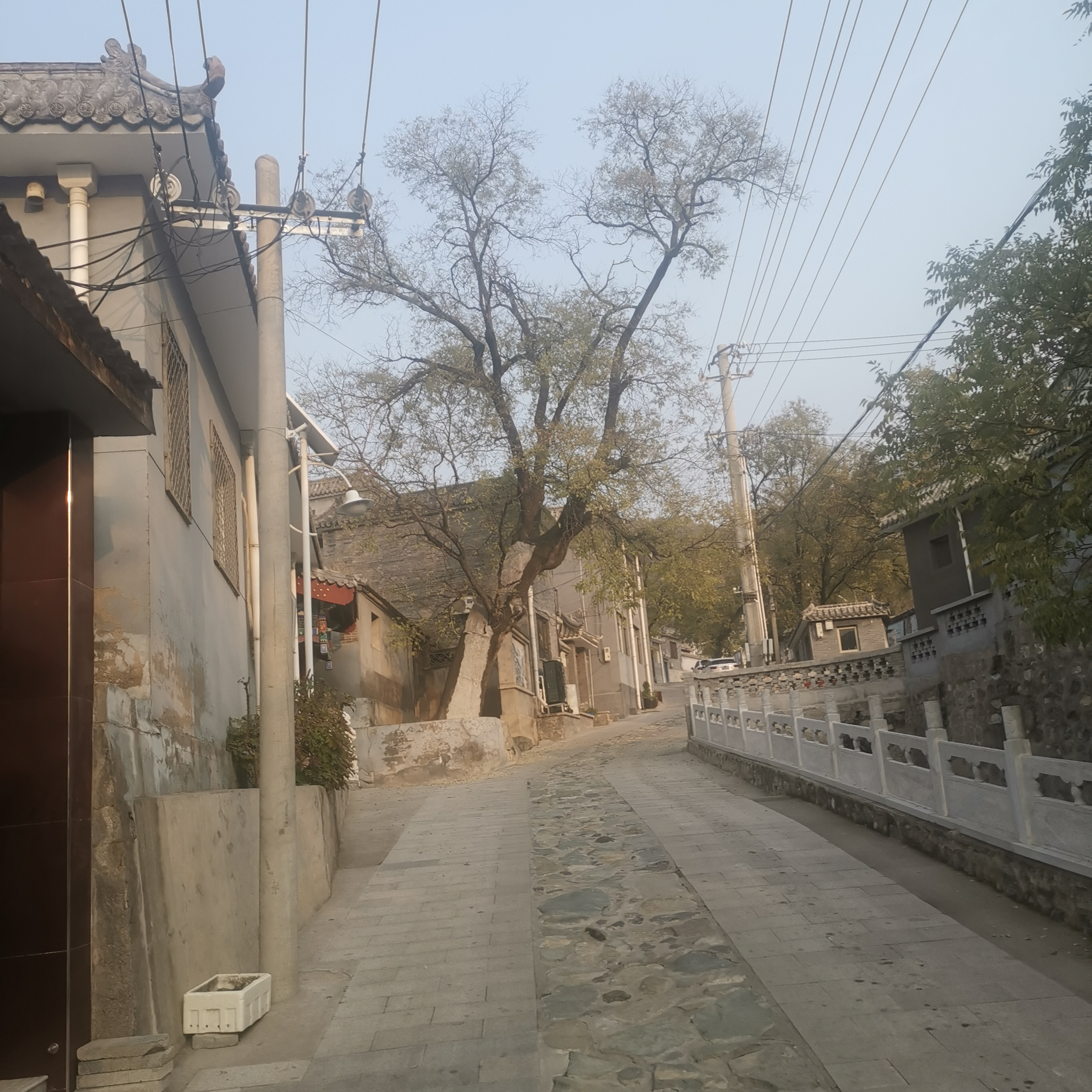
桥耳涧村

王平镇1996年由辖区重叠的王平村街道和色树坟乡，以及南部山区的北岭乡合并而成，2000年北岭乡被划出王平镇并划入永定镇。王平地区南部山区原为北岭乡，并入王平地区四年后因或许开采造成的地质风险（随时可能塌陷）而整体搬迁至永定地区，现为永定地区所辖的无人区飞地，但在地图上仍标为王平地区，是北京市山区发展综合试验示范区的所在地。

## 行政区划
王平地区共辖4个居委会、16个行政村，分别是：
色树坟社区、河北社区、南涧社区、西苑社区、安家庄村、吕家坡村、西王平村、东王平村、南涧村、河北村、色树坟村、西石古岩村、东石古岩村、西马各庄村、东马各庄村、南港村、韭园村、桥耳涧村、西落坡村和东落坡村。
其中东、西马各庄村读如馬家莊村，东、西石古岩村读如石骨崖村，色树坟村读如色树坟村，为古代方音在当地口音（白读音）中的遗留；南港村的“港”因意为山沟而取文读音“jiǎng/ㄐㄧㄤˇ”。

## 中国传统村落
- 2016年12月，东石古岩村被评为第四批中国传统村落。